# Marie Sedláčková (politička)
Marie Sedláčková (23. dubna 1902 – 28. října 1983) byla česká a československá politička Československé strany socialistické a poúnorová poslankyně Národního shromáždění ČSR.

## Biografie
V roce 1948 se uvádí jako žena v domácnosti, bytem Sobotka.
Po únorovém převratu v roce 1948 patřila k frakci tehdejší národně socialistické strany loajální vůči Komunistické straně Československa, která v národně socialistické straně převzala moc a proměnila ji na Československou socialistickou stranu coby spojence komunistického režimu.
Po volbách roku 1948 byla zvolena do Národního shromáždění za ČSS ve volebním kraji Mladá Boleslav. Mandát nabyla až dodatečně v červenci 1950 jako náhradnice poté, co rezignoval poslanec Václav Mikuláš. V parlamentu zasedala do konce funkčního období, tedy do voleb v roce 1954.
V Sobotce byla vedoucí komunální prádelny.